# 박진섭 (1977년)
박진섭(朴珍燮, 1977년 3월 11일 ~ )은 대한민국의 은퇴한 축구선수였다. 현역 시절 포지션은 풀백이다.

## 개요
서울특별시에서 태어나 중곡초등학교, 배재중학교, 배재고등학교, 고려대학교를 졸업하였다. 뛰어난 두뇌 플레이를 펼치며, 상대 선수에게 돌파를 당했을 때 커버 플레이에 능하여 '꾀돌이'라는 별명이 붙었다. 비슷한 외모와 다소 어정쩡해 보이는 걸음걸이로 인하여 '아기공룡 둘리'의 주인공인 '둘리'라는 별명을 얻기도 하였다.

## 클럽 경력
고려대학교를 졸업하고 2000년 상무에 입대해 군 복무를 마친 후, 2002년 울산 현대에 입단해 프로 생활을 시작했다. 팀의 K-리그 2회 준우승 (2002년, 2003년)에 공헌하였다. 2005년 성남 일화 천마로 이적하여, 2006년 K-리그 우승, 2007년 K-리그 준우승 등에 공헌하였다. 하지만 2008년 성남의 성적 부진으로 김학범 감독에서 신태용 감독 체제로 전환되면서 팀 개편의 일환으로 부산 아이파크로 이적했다.
2011년 7월 20일, 실업 축구단인 울산 현대미포조선 돌고래로 이적하였고, 2012년에 은퇴하였다.

## 국가대표팀 경력
1998년 11월 22일, 한중 정기전에서 중국과의 경기로 A매치 데뷔전을 치렀다. 2000년 AFC 아시안컵, 2004년 AFC 아시안컵 등의 많은 대회에서 뛰었고, A매치 35경기에서 5골을 넣었다.
2003년 9월 29일, 인천에서 열린 네팔과의 2004년 AFC 아시안컵 예선에서 5골을 기록하여 팀의 역대 A매치 최다골차인 16-0 승리를 이끌기도 하였다.
2004년 AFC 아시안컵 8강 이란전에서 자책골을 기록하여 3-4 패배의 빌미를 제공하였다.

## 지도자 경력
2017년 12월, 광주 FC 감독에 선임되었다. 2018 시즌 광주의 K리그2 우승과 K리그1 승격에 기여했다.
2020년 12월, FC 서울 감독에 선임되었다. 하지만 성적 부진으로 2021년 9월 6일에 사퇴하고 안익수에게 감독직을 넘겼다.
2022년 1월 6일 전북 현대 모터스의 2군 감독으로 자리를 옮겼으며, 1군 전술코치를 겸하였다.
성적 부진으로 경질된 히카르두 페레스의 후임으로 2022년 6월 3일 K리그2의 부산 아이파크 감독으로 선임되었다.

## 수상 내역

### 선수

#### 울산 현대 호랑이
- K리그 우승 1회 (2005년)
- K리그 준우승 1회 (2002년, 2003년)
- K리그 컵 준우승 2회 (2002년, 2005년)

#### 성남 일화 천마
- K리그 우승 1회 (2006년)
- K리그 준우승 1회 (2007년)
- K리그 컵 준우승 1회 (2006년)

### 국가대표팀
- 2000년 AFC 아시안컵 3위

### 감독

#### 광주 FC
- K리그2 우승 1회   (2019)

#### 부산 아이파크
- K리그2 준우승 1회  (2023)

### 개인
- 1998년 대학선수권대회 수비상 수상
- 2019년 K리그2 감독상